# Горовиць Регіна Самійлівна
Регі́на Самі́йлівна Го́ровиць (28 грудня 1899 / 10 січня 1900, Київ — 9 вересня 1984, Харків) — піаністка, педагог.

## Біографічні відомості
1916 — закінчила Київську приватну жіночу гімназію.
1919 — закінчила Київську консерваторію по класу С. Тарновського.
1920—1925 — солістка та концертмейстер Київської філармонії.
1926—1927 — концертмейстер Московського гастрольбюро.
1927—1936 — концертмейстер Харківської філармонії.
З 1937 — солістка Харківського радіокомітету, викладач Харківського музичного училища.
З 1939 — викладач Харківської консерваторії.
1944—1945 — викладач Московського музично-театрального училища ім. О. Глазунова.
1945—1947 концертмейстер Московської філармонії.
З 1947 — викладач Харківської середньої музичної школи при Консерваторії.
У 1947—1954 та у 1962—1984 — викладач Харківської консерваторії — Інституту мистецтв ім. І. П. Котляревського.
Концертувала переважно як ансамблістка (серед її партнерів — Д. Ойстрах, М. Полякін, Н. Мільштейн, С. Фурер, Н. Бліндер, Е. Гілельс, А. Лещинський, Е. Файерман, А. Доліво, Д. Смирнов, та ін.)
Зазнала багаторічних утисків через зв'язки з Володимиром Горовицем, який емігрував на Захід.

## Сім'я
- Дід — купець 1-ї гільдії та меценат Йоахим Самійлович Горовиць.
- Мати — піаністка Софія Горовиць (Бодик).
- Батько — київський інженер Самуїл Йоахимович Горовиць.
- Дядько — харківський піаніст і педагог Олександр Йоахимович Горовиць.
- Брат — американський піаніст Володимир Горовиць.
- Чоловік — харківський вчений-економіст Овсій Ліберман

## Учні
- Г. Гельфгат
- Б. Заранкін
- С. Захарова
- С. Колобков
- Т. Кравцов
- Л. Кучеренко
- В. Лозова
- В. Лінецький
- В. Макаров
- Л. Маргариус
- З. Мєднікова
- А. Мирошникова
- Л. Мирошникова
- Т. Новичкова
- Є. Чудинович
- Н. Руденко
- Р. Папкова
- Є. Сєчкін
- М. Сильванський
- О. Снєгірьов
- С. Полусмяк

та інші.